# Krumvíř
Krumvíř település Csehországban, Břeclavi járásban. Krumvíř Násedlovice, Dambořice, Kobylí, Klobouky u Brna, Brumovice, Kašnice és Terezín településekkel határos. Lakosainak száma 1272 fő (2024. január 1.).

## Népesség
A település lakosságának változását az alábbi diagram mutatja:
| Lakosok száma | 873  | 1007 | 1290 | 1308 | 1144 | 1127 | 1183 | 1243 | 1231 | 1272 |
|               | 1869 | 1900 | 1921 | 1961 | 1980 | 2011 | 2016 | 2019 | 2021 | 2024 |